# John Mabon Warden
John Mabon Warden (ur. 8 października 1856, zm. 7 marca 1933) – brytyjski esperantysta. Prezydent British Esperanto Association w latach 1916–1922.

## Życiorys
Języka esperanto nauczył się w 1905 roku. Od 1906 należał do B.E.A. (British Esperanto Association). W latach 1916–1922 pełnił funkcję prezydenta tej organizacji. W 1924 roku został mianowany honorowym prezydentem. Od 1931 roku należał do komisji językowej. Przetłumaczył na język esperanto Biblię i był redaktorem Słownika edynburskiego. Prezydent Stałego Komitetu Kongresowego (Konstanta Kongresa Komitato).

## Kolekcja zdjęć
W 2019 roku Billy Chapman podarował białostockiemu Centrum im. Zamenhofa za pośrednictwem Instytutu Kultury Polskiej w Londynie szklane negatywy, które wykonał Warden podczas VIII Światowego Kongresu w 1912 roku.

## Słownik edynburski
W 1915 roku został wydany w Edynburgu słownik kieszonkowy The “Edinburgh” Esperanto Pocket Dictionary (esperanto-angielski i angielsko-esperanto), którego współautorem był J. M. Warden. Współpracowali z nim: William W. Mann, Jane Baird i William Harvey. Do 1969 roku ukazało się 17 wydań słownika. 